# Balaclava (ort i Jamaica)
Balaclava är en ort i Jamaica.   Den ligger i parishen Parish of Saint Elizabeth, i den västra delen av landet, 90 km väster om huvudstaden Kingston. Balaclava ligger 230 meter över havet och antalet invånare är 2 862. Den ligger på ön Jamaica.
Terrängen runt Balaclava är kuperad. Runt Balaclava är det ganska tätbefolkat, med 239 invånare per kvadratkilometer. Närmaste större samhälle är Santa Cruz, 14,4 km söder om Balaclava. I omgivningarna runt Balaclava växer i huvudsak städsegrön lövskog.